# Битва при Варнсе
Битва при Варнсе (з.-фриз. Slach by Warns; нидерл. Slag bij Warns) — сражение в ходе Фризо-голландских войн между силами графа Виллема IV Голландского и фризами, состоявшаяся 26 сентября 1345 года. Празднование годовщины этой битвы занимает важное место в жизни националистически настроенных фризов. Фризы сумели выиграть это сражение и выбить голландцев с восточного побережья Зёйдерзе.

## Битва
После того, как голландские графы завершили завоевание Западной Фризии, они стали строить планы и на Среднюю Фризии, занимавшую большую часть нынешней нидерландской провинции Фрисландия.
В 1345 году графа Виллем IV Голландский подготовил военную кампанию по завоеванию Средней Фризии, переправившись через Зёйдерзе с большим флотом и с подкреплением в виде французских и фламандских рыцарей, некоторые из которых только что вернулись из крестового похода.
Он отправился в Энкхёйзен, чтобы пересечь Зёйдерзе, вместе с силами своего дяди Жана де Бомон, и высадился в окрестностях Ставерена и Лаксума. Они планировали использовать монастырь Святого Одульфа близ Ставерена в качестве своего укрепления. Голландские рыцари были в доспехах, но у них не было лошадей, так как на кораблях, набитых строительными материалами и припасами, не хватило для них места. Войска Виллема подожгли брошенные деревни Лаксум и Варнс и начали продвигаться к Ставерену.
В сельской местности в окрестностях Варнса голландцы подверглись нападению местных жителей. В своих тяжёлых доспехах рыцари уступали разъярённым фризским крестьянам и рыбакам. Голландские рыцари обратились в бегство в направлении Красных скал.
В ходе бегства они угодили в болото, где были жестоко биты. Их командир Виллем IV был убит. Когда Жан де Бомон узнал о случившемся, он приказал войскам грузиться обратно на корабли. Их преследовали фризы, и лишь немногие из голландцев добрались до Амстердама.

## Потери
О потерях среди голландцев было множество разных сведений. В 1869 году Ван Малдергем провёл серьёзное исследование по этому вопросу Он составил список погибших с пометками о том, в каком источнике они упоминались.